# 大亚湾核电站

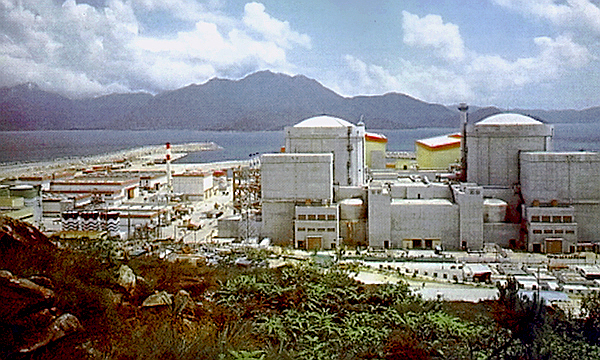
大亚湾核电站

大亚湾核电厂位于中国广东省深圳市大鹏新区大鹏半岛，是中国建成的第二座核电站，也是中國首座使用国外技术和资金建设的核电站。此后，在大亚湾核电站之侧又建设了岭澳核电站，两者共同组成一个大型核电基地。
大亞灣核電廠裝有兩台984兆瓦發電機，總發電量1,968兆瓦。現協議為香港中華電力在2014年購買略高於70%發電量（1,378兆瓦），並於2015至2018年上調至約80%，合約到2034年完結，到時核電廠已運作41年，一般核電廠設計壽命大約40年。香港核電投資有限公司的網站称「預計大亞灣在謹慎的操作和維修下有60年的壽命」。

## 概述
1983年，水利电力部和广东省政府计划在靠近香港、广州、深圳等电力负荷中心的深圳市大鹏镇境内建设一座核电站，选址在大亚湾畔的岭澳村。這計划得到時任最高領導人中共中央政治局常委、中顧委主任鄧小平全力支持，他特別對深圳特區做出指示，「深圳要办好两件事，一是建设核电站，二是办好深圳大学，深圳核电站的同志要加倍努力，把工作做好！」该电站引入香港的電力公司——中華電力参股25%，透過子公司——香港核電投資有限公司持股，并将所发电力的大部分售予香港。但在筹备期间，因早前美國和歐洲先後發生三哩島和切爾諾貝爾事故，大量香港市民到港島中區集会反对建设核电站，共有百萬港人簽名反對興建。另外，又因中国政府和英国政府就香港前途問題等進行談判，而延迟了核电站的建设。
为消除各方顾虑，电站引进了法国的核岛技术装备和英国的常规岛技术装备进行建造和管理，并由一家美国公司提供品质保证。由於廣東地區對電力需求甚殷，而又缺乏其他選擇，大亚湾核电站终于在未能完全消除各方疑慮的情況下在1987年开工建設，使用压水型反应堆技术，安装两台90万千瓦发电机组（实际功率2*98.4万千瓦），分别于1994年2月和1994年5月并网发电。
在大亚湾核电站建成后，中国政府决定在大亚湾核电站东北方向1公里处继续建造一座新的核电站，定名为岭澳核电站，並將兩個核電廠共同稱為「大亞灣核電基地」。岭澳核电站规划安装4台100万千瓦发电机组，分两期建设。一期工程于1997年开工，于2002年7月和2003年3月投入商业运行。一期工程安装两台压水型反应堆发电机组，技术上采用了大亚湾核电站的翻版改进，内部布局亦十分相似，并增加了设备国产化率。
二期工程位于一期工程的东北侧，同样为两台压水型反应堆发电机组。于2005年开工，两台机组于2010年至2011年建成投入商业运行。
大亚湾—岭澳核电站所在的广东省目前有一座可为核电站安全稳定经济运行提供配套的抽水蓄能电站，即广州抽水蓄能电站，位于广东省从化市（现广东省广州市从化区），安装8台30万千瓦发电机组，总装机容量240万千瓦。

## 组织结构
大亚湾—岭澳核电基地目前总装机610.8万千瓦、年发电量超过450亿千瓦时。在组织结构上，分为二个实体。
大亚湾核电站的业主为广东核电合营有限公司，该公司主要股东有中国广东核电集团有限公司（75%）、中电控股有限公司子公司香港核電投資有限公司（25%）
- 法国M310压水堆，单台装机容量984兆瓦[12]
  - 大亚湾1号机组，1993年8月并网发电。
  - 大亚湾2号机组，1994年2月并网发电。

岭澳核电站的业主为岭澳核电有限公司，该公司的主要股东有中国广东核电集团有限公司（100%）
- 岭澳一期法国M310压水堆，单台装机容量984兆瓦
  - 岭澳一期1号机组，2002年2月并网发电。
  - 岭澳一期2号机组，2002年9月并网发电。
- 岭澳二期采用中广核CPR1000技术，单台装机容量毛功率1086兆瓦，净功率1037兆瓦
  - 岭澳二期1号机组，2010年9月15日建成并投入商业运行
  - 岭澳二期2号机组，2011年8月7日投入商业运行

大亚湾核电站及岭澳核电站（一期、二期）均由大亚湾核电运营管理有限责任公司负责运营工作。

## 反应堆数据
| 机组          | 类型 | 型号 | 净功率 | 毛功率 | 热功率 | 始建       | 初次临界   | 并网       | 商转       | 注记   |
| ------------- | ---- | ---- | ------ | ------ | ------ | ---------- | ---------- | ---------- | ---------- | ------ |
| 大亚湾一期1号 | PWR  | M310 | 944 MW | 984 MW | 2905MW | 1987-08-07 | 1993-07-28 | 1993-08-31 | 1994-02-01 | [ 13 ] |
| 大亚湾一期2号 | PWR  | M310 | 944 MW | 984 MW | 2905MW | 1988-04-07 | 1994-06-21 | 1994-02-07 | 1994-05-06 | [ 14 ] |

岭澳核电站机组参见岭澳核电站

## 建设营运事件

### 漏放鋼筋
1987年10月9日，香港立法局專責小組與核電投資公司開會時，接獲通知，發現核電廠一號反應堆地基漏放316支鋼筋。雖然核電投資公司同意立即補救，但有議員認為當局以後必須加強監管核電廠，以保安全。
後來發現，原來事件早於9月時被發現，但直至有香港報章揭發後才曝光，有隱瞞之嫌。投資公司高層事後解釋，地基應有576支鋼筋，漏放316支是因為工人看錯圖則所致。事件被揭發，是因為發現建成的混凝土地基與規格不符。據部分報章指，補救措施是在興建5層地基的第2層時作額外加固，而且，316支鋼筋只佔全數8080支鋼筋的2%。但有香港立法局的土木工程師議員陳濟強反駁，在土木工程學內，不同地方的鋼筋所受的負重不同，在地基這個特定局部位置漏放55%鋼筋，是一個非常嚴重的錯誤。
由芝加哥大學出版的的《原子科學家公報》（Bulletin of the Atomic Scientists）於1991年10月刊以 "Hong Kong fears Chinese Chernobyl"（香港懼怕中國切爾諾貝爾）為題講述事件。

### 核洩漏事件
有报道称核電廠在2010年10月23日為一個反應堆進行例行大修時，工作人員發現冷卻反應堆的喉管出現了三條裂紋，並發現滲漏出帶有輻射的硼結晶，工作人員吸收不多於2毫希輻射量，相當於照20次X光的劑量，是八年來最嚴重的事件，也是這一年內第三次出現事件。事故發生後核電廠在相隔10日後才知會中華電力管理層及港府，遭受強烈批評。

## 评价
在2011年四月由法国EDF Energy举办的年度核电站安全性竞赛中，大亚湾核电站赢得了六个奖项中的四个，其中大亚湾的工作人员在工作中所受辐射量在所有63家参加竞赛的核电站中最小，仅为0.8毫希，仅相当于照一次X光片所受的辐射量的400分之一。

## 中微子实验
此外，在大亚湾核电站还设有两个中微子探测器，用于探测到来自核电站反应堆群的中微子。2012年3月8日，大亞灣中微子實驗國際合作組宣佈，發現一種新的中微子震盪，其震盪機率為 {\displaystyle {\sin ^{2}(2\theta _{13})=0.092\pm 0.017}} 。假若這結果成立，物理學者可以開始研究中微子與反中微子之間的不對稱性，從而嘗試解釋为什么宇宙中的物質超多於反物質。